# 정향풀
정향풀(丁香-, Amsonia elliptica)은 전라남도 완도, 대청도, 황해도 구월산, 해안의 모래땅이나 들의 풀밭에 나는 여러해살이풀로 전체에 털이 없으며, 근경은 옆으로 자라고, 줄기는 외대, 곧게 서며, 원기둥 모양이다. 잎은 어긋나며, 피침형, 길이 6-10cm, 끝이 뾰족하고, 짙은 녹색으로 잎자루는 거의 없다. 꽃은 하늘색, 지름 13mm, 줄기 끝에 취산꽃차례로 달리고, 꽃받침은 5갈래, 화관통은 길이 8mm, 수술 5개이다. 열매는 골돌로 길이 5-6cm이다.
1. ↑  국립생물자원관. “정향풀”. 《한반도의 생물다양성》. 대한민국 환경부.